# Sawadaeuops hubeiensis
Sawadaeuops hubeiensis es una especie de coleóptero de la familia Attelabidae.

## Distribución geográfica
Habita en China.